# Malajzia hadereje

A haderő zászlaja

Malajzia hadereje a szárazföldi erőkből, a légierőből és a haditengerészetből áll.

## Fegyveres erők létszáma
- Aktív: 100 000 fő
- Tartalékos: 41 600 fő

## Szárazföldi erők
Létszám
80 000 fő
Állomány
- 1 gépesített dandár
- 11 gyalog dandár
- 1 ejtőernyős dandár
- 1 közepes tüzér ezred
- 1 közepes páncélos század
- 5 páncélos ezred
- 5 műszaki zászlóalj
- 1 helikopteres század
- 1 kisegítő ezred
- 5 tüzér osztály

Felszerelés

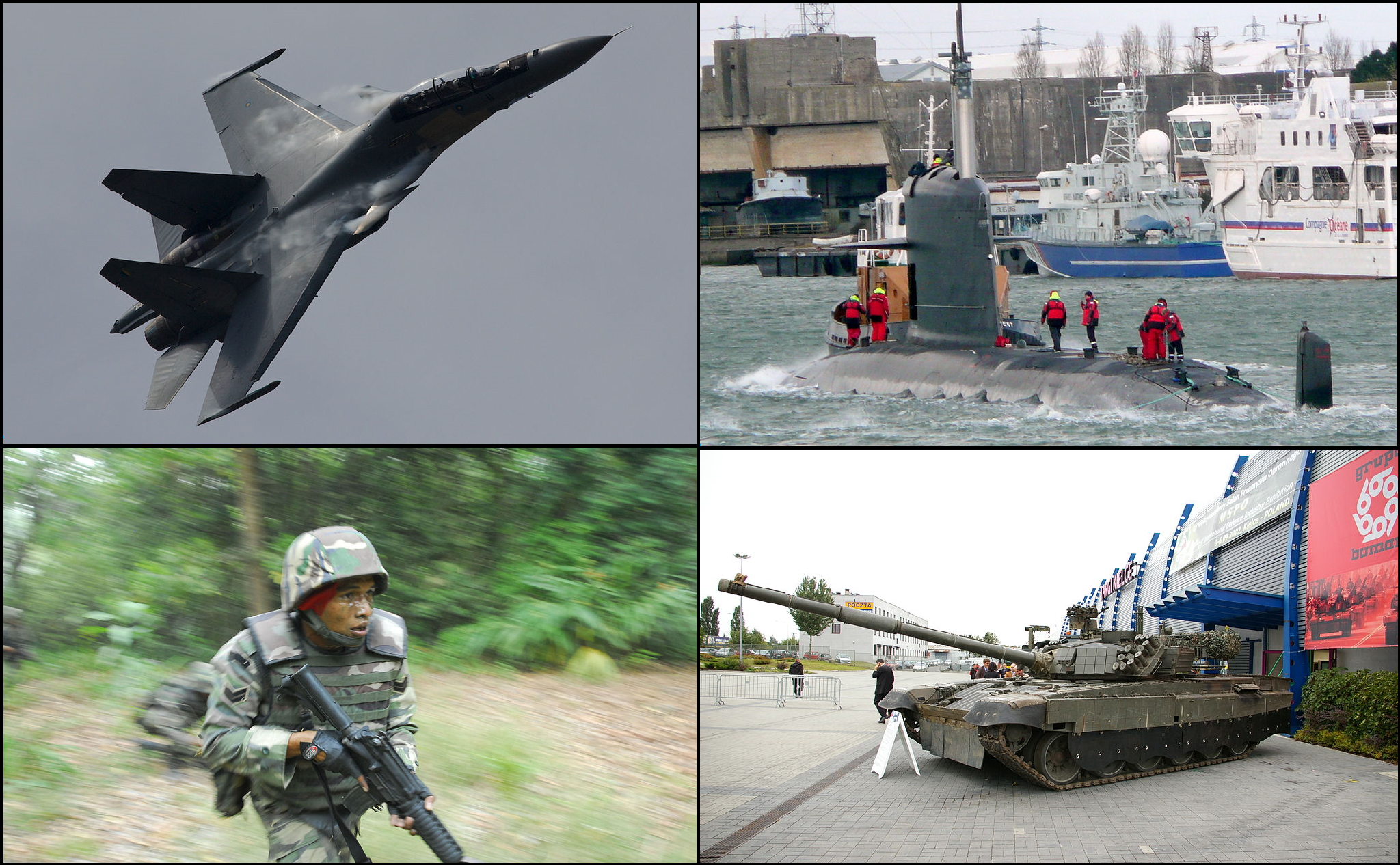
A főbb fegyveres erők

- 260 db közepes harckocsi (Scorpion)
- 400 db felderítő harcjármű
- 400 db páncélozott szállító jármű
- 200 db vontatásos tüzérségi löveg
- 9 helikopter

## Légierő
Létszám
8000 fő
Állomány
- 5 közvetlen támogató század
- 2 vadászrepülő század
- 1 felderítő század
- 4 szállító repülő század

Felszerelés

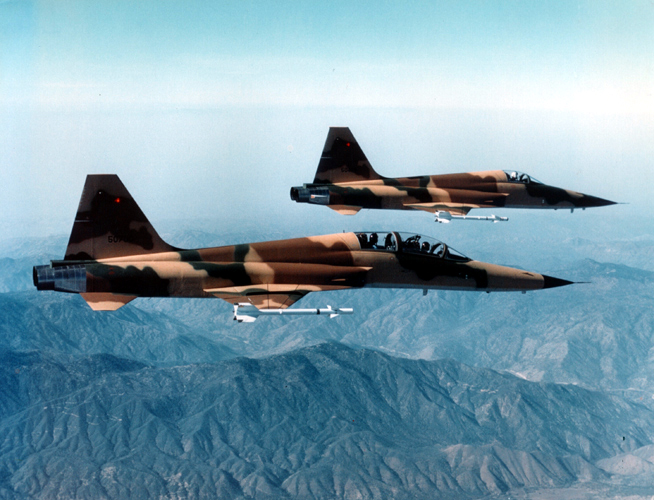
F-5-ös vadászrepülő

- 95 db harci repülőgép (Hawk, F–18, MiG–29, F–5):

18 – SU-30MKM Flanker (2 üléses)
14 – MiG-29N Fulcrum (1 üléses)
2 – MiG-29NUB Fulcrum (2 üléses)
8 – F/A-18D Hornet (2 üléses)
8 – Aermacchi MB-339AM
8 – Aermacchi MB-339CM
16 – BAe Hawk 208 (2 üléses)
6 – BAe Hawk 108 (1 üléses)
2 – Northrop RF-5E TigerEye
3 – Northrop F-5F
9 – Northrop F-5E Tiger II 
- 45 db szállító helikopter

## Haditengerészet
Létszám
12 000 fő
Hadihajók
- 50 db hadihajó

Helikopter
- 6 db harci helikopter